# Грушевня
Грушевня (пол. Gruszewnia) — село в Польщі, у гміні Клобуцьк Клобуцького повіту Сілезького воєводства.
Населення — 346 осіб (2011).
У 1975-1998 роках село належало до Ченстоховського воєводства.

## Демографія
Демографічна структура станом на 31 березня 2011 року:
|          | Загалом | Допрацездатний вік | Працездатний вік | Постпрацездатний вік |
| -------- | ------- | ------------------ | ---------------- | -------------------- |
| Чоловіки | 161     | 27                 | 113              | 21                   |
| Жінки    | 185     | 42                 | 101              | 42                   |
| Разом    | 346     | 69                 | 214              | 63                   |